# Кампанья (Минас-Жерайс)
Кампанья (порт. Campanha) — муниципалитет в Бразилии, входит в штат Минас-Жерайс. Составная часть мезорегиона Юг и юго-запад штата Минас-Жерайс. Входит в экономико-статистический микрорегион Варжинья. Население составляет 15 456 человек на 2006 год. Занимает площадь 336,033 км². Плотность населения — 46,0 чел./км².
Праздник города — 2 октября.

## История
Город основан 2 октября 1737 года. 

## Статистика
- Валовой внутренний продукт на 2003 год составляет 71 372 715,00 реалов (данные: Бразильский институт географии и статистики).
- Валовой внутренний продукт на душу населения на 2003 год составляет 4811,75 реалов (данные: Бразильский институт географии и статистики).
- Индекс развития человеческого потенциала на 2000 год составляет 0,784 (данные: Программа развития ООН).

## География
Климат местности: тропический.